# كي ويست
كي ويست (بالإنجليزية: Key West)‏ هي مدينة أمريكية تقع في ولاية فلوريدا، أقصى جنوب أمريكا، تبلغ مساحة هذه المدينة 19.2 (كم²)، ويبلغ عدد سكانها 25,478 نسمة حسب إحصاء سنة 2010 م، وتشير إحصاءات سنة 2000م بأن الكثافة السكانية في هذه المدينة تقدر بـ (1654.5) نسمة/كم2، وهي إحدى المدن الشهيرة بالفن المعماري والتراث الثقافي في أمريكا.

## توأمة
لكي ويست اتفاقيات توأمة مع:
- جيبوتي

## أعلام
- نابليون بي. هاريسون
- روبرت ستون
- فاتس نافارو
- شيل سيلفرشتاين
- فلويد جيمس تومسون
- جون هيرسي
- ريتشارد إن ريتشاردز
- ستيبين فيتشيت
- بيل والتون
- ديفيد روبنسون